# Antonio Álvarez Pérez
Antonio Álvarez Pérez, conosciuto come Ito (Estremadura, 21 gennaio 1975), è un allenatore di calcio ed ex calciatore spagnolo, di ruolo centrocampista.